# Sarkvidéki rénszarvas
A sarkvidéki rénszarvas (Rangifer tarandus eogroenlandicus) az emlősök (Mammalia) osztályának párosujjú patások (Artiodactyla) rendjébe, ezen belül a szarvasfélék (Cervidae) családjába tartozó rénszarvas (Rangifer tarandus) egyik kihalt észak-amerikai alfaja.

## Előfordulása és kihalása
A sarkvidéki rénszarvas egykoron Grönland keleti részén fordult elő. 1900-tól kihaltnak számít. Kihalásának az oka valószínűleg a túlvadászás volt.

## Fordítás
- Ez a szócikk részben vagy egészben  az   Arctic reindeer című angol Wikipédia-szócikk ezen változatának fordításán alapul.  Az eredeti cikk szerkesztőit annak laptörténete sorolja fel. Ez a jelzés csupán a megfogalmazás eredetét és a szerzői jogokat jelzi, nem szolgál a cikkben szereplő információk forrásmegjelöléseként.